# Ausztrália-nap

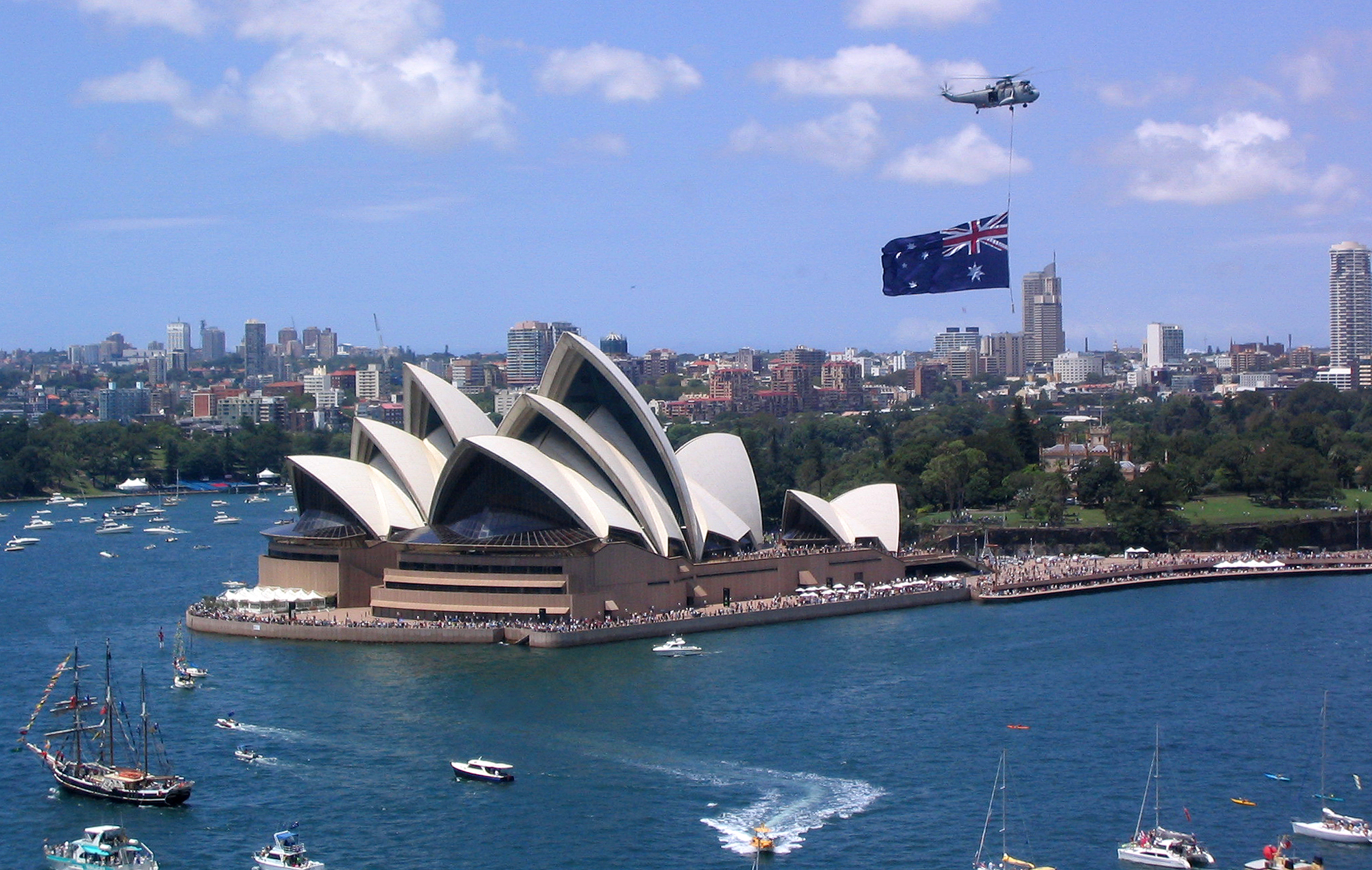
Ausztrália nap a sydney-i kikötőben, 2004.

Az Ausztrália nap (Australia Day) Ausztrália hivatalos nemzeti ünnepe. A minden év január 26-án tartott ünnepség a brit Első Flotta hajóinak az új-dél-walesi Port Jacksonba való 1788-as megérkezésének évfordulójáról emlékezik meg, amivel egyidejűleg a Sydney-öbölben Arthur Phillip kormányzó felvonta a brit zászlót. A mai Ausztráliában az ünnepségek középpontjában a társadalom és a nemzet sokszínűsége áll, azokat különféle közösségi és családi események kísérik, figyelmet kapnak az ausztrál történelem eseményei, a közösségért végzett tevékenységek elismeréseként állami díjakat osztanak ki, továbbá állampolgársági eskütételek keretében üdvözlik az ausztrál közösség új tagjait.
Az Ausztrália nap jelentése és jelentősége az idők folyamán változott. A történelem során, nem hivatalosan maga a nemzeti ünnep is különböző neveket kapott: „Évforduló napja” (Anniversary Day), „Alapítás napja” (Foundation Day) és a már Ausztráliában született fehérbőrű lakosság 1871-ben alapított szervezetére utaló (Australian Natives' Association) „ANA-nap”. 1788. január 26. tulajdonképpen az Ausztrália keleti partvidéke (az akkori Új-Hollandia) feletti brit uralom kinyilvánításának a napja. Habár maga az Ausztrália nap megnevezést még jó egy évszázadon keresztül nem használják, a január 26-i ünnepek egészen 1808-ig nyúlnak vissza, Új-Dél-Wales megalakulását pedig először hivatalosan 1818-ban ünnepelték meg. 1901 újév napján Ausztrália brit gyarmatai megalapították az Ausztrál Államszövetséget, amivel megszületett a modern Ausztrália, és szükségessé vált egy, a nemzeti egységet megjelenítő ünnepnap. 1935-re minden ausztrál állam és territórium elfogadta az adott napra az „Ausztrália nap” megnevezést, de államszövetség-szerte csak 1994-től tartják meg mindenhol a nemzeti ünnepet.
A mai Ausztráliában az Ausztrália nap előestéjén adják át „Az év ausztrálja” díjat, bejelentik az állami kitüntetéseket, ünnepi beszédet mond Ausztrália főkormányzója és miniszterelnöke. Az Ausztrália nap minden államban és territóriumon nemzeti ünnep és hivatalos munkaszüneti nap. Országszerte a kisebb és nagyobb települések, városok egyaránt közösségi fesztiválokkal, koncertekkel és állampolgársági eskütételekkel ünneplik meg e jeles napot. Ausztráliában az Ausztrália nap vált az év legnagyobb civil eseményévé.
Mára az ausztrál őslakosok egyes eseményei is az ünnep részét képezik. Ugyanakkor – legkésőbb 1938 óta – az Ausztrália napról az ausztrál őslakosok, valamint az őslakosok ügyével szimpatizálók is megemlékeznek, mégpedig gyászolva földjük európaiak által elfoglalását, illetve tiltakozva a nap nemzeti ünneppé való emelése ellen. Ezek a csoportok január 26-át esetenként az „Invázió napjának” (Invasion Day) vagy a „Túlélés napjának” (Survival Day) nevezik, és szót emelnek a nemzeti ünnepnap megváltoztatásáért.

## Fordítás
- Ez a szócikk részben vagy egészben  az   Australia Day című angol Wikipédia-szócikk ezen változatának fordításán alapul.  Az eredeti cikk szerkesztőit annak laptörténete sorolja fel. Ez a jelzés csupán a megfogalmazás eredetét és a szerzői jogokat jelzi, nem szolgál a cikkben szereplő információk forrásmegjelöléseként.